# Pierre Bonhomme
Pierre Bonhomme (Gramat, 4 luglio 1803 – Gramat, 9 settembre 1861) è stato un presbitero francese, fondatore delle Suore di Nostra Signora del Calvario.

## Biografia
Studiò presso il seminario minore di Montfaucon e poi nel Collège Royal di Cahors dove conseguì il baccellierato in lettere.
Venne ordinato sacerdote nel 1827 e nominato curato di Gramat.
Nel 1833 fondò la congregazione delle Suore di Nostra Signora del Calvario, per l'educazione dei giovani e l'assistenza domiciliare ai malati della parrocchia.

## Il culto
La sua causa di canonizzazione venne introdotta nel 1980: dichiarato venerabile nel 1987, è stato proclamato beato da papa Giovanni Paolo II il 23 marzo 2003.
La sua memoria liturgica ricorre il 9 settembre.